# Gabriel Raab

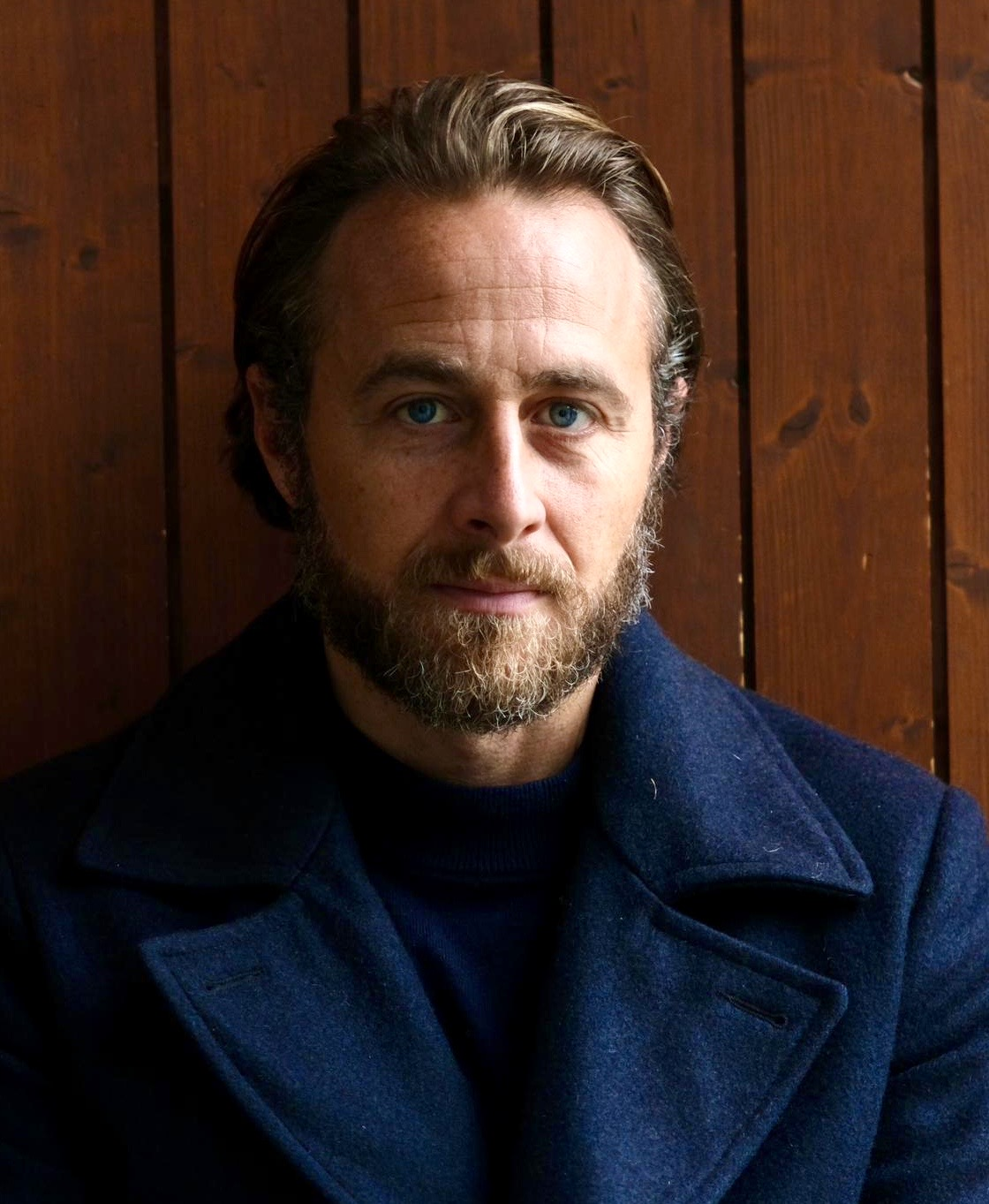
Gabriel Raab (2025)

Gabriel Raab (* 15. Juli 1981 in Tyrlaching) ist ein deutscher Schauspieler.

## Leben
Gabriel Raab wurde am 15. Juli 1981 in Tyrlaching als Sohn eines Bildhauers und einer Bildenden Künstlerin geboren. Er wuchs in Oberammergau auf, wo er im Jahr 2000 erste Erfahrungen als Schauspieler bei den Oberammergauer Passionsspielen unter der Regie von Christian Stückl sammelte. Nach dem Abitur am Benediktinergymnasium Ettal begann Gabriel Raab 2001 eine Schauspielausbildung an der Otto-Falckenberg-Schule, die er 2005 abschloss.
Raab ist als freischaffender Schauspieler tätig und lebt in München.

## Karriere

### Theater
Erste Engagements führten Gabriel Raab ans Schauspielhaus Bochum, an das Teatro Sesc in Rio de Janeiro und an das Schauspielhaus Zürich, wo er 2005 in Molières Komödie Der Geizige unter der Regie von Werner Düggelin die Rolle des Cléanthe verkörperte. Von 2006 bis 2009 war Gabriel Raab festes Ensemblemitglied am Münchner Volkstheater. Dort spielte er unter anderem in Baal von Bertolt Brecht unter der Regie von Hans Neuenfels, in Frank Wedekinds Frühlings Erwachen, in Shakespeares Macbeth, im Sommernachtstraum und in Michael Kohlhaas von Heinrich von Kleist. Darüber hinaus verkörperte Gabriel Raab von 2007 bis 2009 die Rolle des Mammon an der Seite von Peter Simonischek als Jedermann bei den Salzburger Festspielen unter der Regie von Christian Stückl.

### Film und Fernsehen
Sein Filmdebüt gab Raab 2003 unter der Regie von Tim Fehlbaum in dem Kurzfilm Für Julian. Eine kleinere Rolle hatte er neben Florian Stetter als dessen Kommilitone in René Heisigs Fernsehdramödie Vater werden ist nicht schwer … (2004). Seit 2007 steht Raab kontinuierlich in Film- und Fernsehproduktionen vor der Kamera. Seine erste Hauptrolle hatte er in dem für den Bayerischen Rundfunk inszenierten Fernsehdrama Totentanz mit Rosalie Thomass und Michael Mendl unter der Regie von Corbinian Lippl. Es folgten weitere Rollen in diversen Film und Fernsehformaten, wie 2010 als Ralph Remberg in Spurlos der Kommissarin-Lucas-Reihe unter der Regie von Thomas Berger, sowie als Manfred Bender im Denn sie wissen nicht, was sie tun der Polizeiruf-110-Reihe unter der Regie von Hans Steinbichler. Im Jahr 2011 spielte Gabriel Raab an der Seite von Uwe Ochsenknecht die Hauptrolle in der Entführungskomödie Mein Vater, seine Freunde und das ganz schnelle Geld unter der Regie von Max Färberböck für das ZDF. Seit 2015 ist Gabriel Raab als Kommissar Jonas Kerschbaumer in der ARD-Reihe Der Bozen-Krimi im Ermittlungsteam mit Chiara Schoras zu sehen. In der ZDF Fernsehreihe Marie fängt Feuer, die 2016 erstausgestrahlt wurde und sich um die Hauptfigur Marie (Christine Eixenberger) und die Freiwillige Feuerwehr in Wildegg dreht, übernahm Raab eine feste Ensemblerolle als Dorfpolizist Marco Stober. 2016 spielte Gabriel Raab den Antagonisten von Felicitas Woll in dem Thriller Liebe bis in den Mord unter der Regie von Thomas Nennstiel. Die Frankfurter Neue Presse schrieb hierzu „Neben Felicitas Woll überzeugt besonders Gabriel Raab mit einer provozierenden Mischung aus Boshaftigkeit und souveränem Selbstbewusstsein“.
Neben zahlreichen Fernsehproduktionen wirkt Raab auch in einigen Kinofilmen mit, so etwa 2008 in dem Episodenfilm Deutschland 09 unter der Regie von Hans Steinbichler, 2013 in Wir sind die Neuen unter der Regie von Ralf Westhoff, 2014 in Big Game – Die Jagd beginnt unter der Regie von Jalmari Helander und 2015 in dem Spielfilmdebüt Schattenwald unter der Regie von Laura Thies.

## Filmografie

### Spielfilme
- 2003: Für Julian (Kurzfilm)
- 2004: Hypochonder
- 2004: Vater werden ist nicht schwer …
- 2005: Guten Morgen Hamburg
- 2006: Wasted
- 2007: Wie es bleibt
- 2007: Weißt, was geil wär?
- 2008: Die zweite Frau
- 2008: Deutschland 09/Fraktur
- 2009: Totentanz
- 2009: Zwei Zimmer, Balkon (Kurzfilm)
- 2009: Brief an einen Freund (Kurzfilm)
- 2010: Lovelab
- 2011: Mystery Cache
- 2011: Geschwisterherzen (Kurzfilm)
- 2013: Mein Vater, seine Freunde und das ganz schnelle Geld
- 2014: Wir sind die Neuen
- 2021: Faltenfrei
- 2021: Weißbier im Blut
- 2023: Filip
- 2025: Stiller

### Fernsehserien und -reihen
- 2008: Um Himmels Willen (Folge Auf Biegen und Brechen)
- 2008: Polizeiruf 110: Wie ist die Welt so stille (Fernsehreihe)
- 2009: Unter Verdacht: Der schmale Grat (Fernsehreihe)
- 2009: Inga Lindström: Mia und ihre Schwestern (Fernsehreihe)
- 2009: Polizeiruf 110: Zapfenstreich
- 2010: Kommissarin Lucas – Spurlos (Fernsehreihe)
- 2010: Die Bergretter (Folge Der verlorene Sohn)
- 2011: Polizeiruf 110: Denn sie wissen nicht, was sie tun
- 2011–2015: Die Rosenheim-Cops (verschiedene Rollen, 2 Folgen)
- 2011–2015: SOKO 5113/SOKO München (verschiedene Rollen, 3 Folgen)
- 2011: Klarer Fall für Bär
- 2011: Frühling: Für immer Frühling (Fernsehreihe)
- 2012: Der Bergdoktor (Folge Auszeit)
- 2012: Alles Klara (Folge Die falsche Braut)
- 2012: Schafkopf (Folge Junior und Senior)
- 2012: Forsthaus Falkenau (Folge Wettkampffieber)
- 2012, 2025: Die Chefin (verschiedene Rollen, 2 Folgen)
- 2012: SOKO Stuttgart (Folge Der perfekte Mord)
- 2013: Heldt (Folge Endlich frei!)
- 2013: SOKO Wismar (Folge Abpfiff)
- 2013: Rosamunde Pilcher – Schlangen im Paradies (Fernsehreihe)
- 2014: Sturm der Liebe (Folgen 2091 bis 2093)
- seit 2015: Der Bozen-Krimi (Fernsehreihe) → siehe Hauptdarsteller
- 2015: Inga Lindström – Die Kinder meiner Schwester
- 2015: Der Alte (Folge Unstillbare Gier)
- 2015: Hubert und Staller (Folge Mord im Möbelland)
- 2015: SOKO Kitzbühel (Folge Blutsbande)
- 2016: In aller Freundschaft – Die jungen Ärzte (Folge Spurensuche)
- 2016: Liebe bis in den Mord – Ein Alpenthriller
- 2016–2021: Marie fängt Feuer (Fernsehreihe)
- 2017: Das Traumschiff: Tansania (Fernsehreihe)
- 2018: Bettys Diagnose (Folge Eine Kleinigkeit zuviel)
- 2019: Der Bergdoktor (Folge Schmerz)
- 2020: Ein starkes Team: Abgetaucht (Fernsehreihe)
- 2020: Tatort: Das fleißige Lieschen (Fernsehreihe)
- 2020: Blind ermittelt – Zerstörte Träume (Fernsehreihe)
- 2023: SOKO Leipzig (Folge Froschköniginnen)
- 2023: Der Pass (Folgen Episode 1, Episode 2)
- 2025: Frühling: Die Mutter, die es nie gab
- 2025: Frühling: Ich such dich!

## Theatrografie (Auswahl)
- 2000: Oberammergauer Passionsspiele (Regie: Christian Stückl)
- 2002: Das Brautgewand (Teatro Sesc, Rio de Janeiro)
- 2004: Pjotr Iljitsch Tschaikowski: Der Nussknacker (Schauspielhaus Bochum)
- 2004–2005: Molière: Der Geizige (Schauspielhaus Zürich)
- 2006: Georg Büchner: Woyzeck (Volkstheater München)
- 2006: Nachtblind (Volkstheater München)
- 2006–2007: Frank Wedekind: Frühlings Erwachen (Volkstheater München)
- 2006/2007/2008: William Shakespeare: Sommernachtstraum (Volkstheater München)
- 2007: Bertolt Brecht: Baal (Volkstheater München)
- 2007/2008/2009: Hugo von Hofmannsthal: Jedermann (Salzburger Festspiele)
- 2008: William Shakespeare: Macbeth (Volkstheater München)
- 2010: Henrik Ibsen: Peer Gynt (Volkstheater München)
- 2011: Heinrich von Kleist: Michael Kohlhaas (Volkstheater München)
- 2014–2015: Sarah Kane: Zerbombt (Deutsches Theater Göttingen)

## Hörspiele und Features
- 2014: Christian Schiffer: Im Schutz der Dunkelheit (Eine Expedition im Darknet) – Regie: Karl Bruckmaier (Feature – BR)
- 2021: Saal 101, 12-stündiges Dokumentarhörspiel zum NSU-Prozess – Regie: Ulrich Lampen. Bayerischer Rundfunk für die ARD und DLF 2015/2021.[2]

## Auszeichnungen
- 2010: Studio Hamburg Nachwuchspreis für Zwei Zimmer, Balkon als bester Kurzfilm
- 2012: „Blaue Blume“ für Zwei Zimmer, Balkon